# Сима М. Милојевић
Сима М. Милојевић (Мрђеновац, 1894 — 1969) био је српски географ, професор на Београдском универзитету; највише се бавио геоморфологијом и хидрографијом крша.

## Биографија
Рођен је у селу Мрђеновцу 1894. године, гимназију је завршио у Шапцу и Београду, где је матурирао 1912. године. Био је добровољац у балканским ратовима и у Првом светком рату, када је био заробљен. 
По завршетку рата окончао је студије на Филозофском факултету Београдског универзитета, на Физичкогеографској групи. У периоду од 1920. до 1925. радио је као суплент и професор средњих школа у више градова у Србији и у Београду.
Докторску дисертацију под називом "Лесковачка котлина са околином: геоморфолошка испитивања" одбранио је 1925. године пред комисијом коју су чинили Јован Цвијић, Павле Вујевић, Боривоје Ж. Милојевић. Дисертација се може наћи у фонду Универзитетске библиотеке "Светозар Марковић", а њена дигитализована верзија похрањена је у Дигитални репозиторијум Универзитета у Београду.

## Рад на Универзитету
Пре Другог светског рата изабран је за асистента Географског завода. Био је и хонорарни наставник географије на Вишој педагошкој школи у Београду и економске географије на Правном факултету. 
Године 1940. изабран је за ванредног професора, али је за време рата најпре стављен на располагање, а од 1943. и пензионисан. После рата је наставио са радом као ванредни професор; године 1960. изабран је за редовног професора Универзитета.

## Институт за проучавање крша "Јован Цвијић"
У периоду од 1955. до 1958. уређивао је Зборник радова Института за проучавање крша "Јован Цвијић". Изашле су следеће свеске часописа: 1955, књ. 1 и 1957/1958, књ. 2/3. У уводном тексту Милојевић наводи да је Институт основан према замисли Јована Цвијића пре Првог светског рата, да би та идеја била реализована тек 1939. године. Ипак, Институт је почео са радом 1950. "као научно-истраживачка установа Природно-математичког факултета у Београду".

## Дела
- Милојевић, Сима М. и Илија Синдик, Европа за 2. разр. средњих школа, Београд, с.н., 1931.
- Милојевић, Сима М. и Илија Синдик, Земљопис за други разред Грађанске школе, Београд, Г. Кон, 1931.
- Милојевић, Сима М. Типови наших крајева према специјалној карти 1:75000, II, Долине, лесни, платои и пешчаре, Београд, Државна штампарија Краљевине Југославије, 1932.
- Милојевић, Сима М., Појави и проблеми крша: проучавања у Динарском кршу и кршу источне Србије. Књ. 1, Београд: Српска краљевска академија, 1938, Посебна издања Српске краљевске академије; књ. 123. Природњачки и математички списи; књ. 32) 147187207
- Милојевић, Сима М., Основи географије: за први разред гимназије, Београд, Просвета, 1947  41588999